# Список российских футболистов — кавалеров государственных наград
Список футболистов-кавалеров государственных наград — список всех российских футболистов, тренеров по футболу, судей, функционеров и журналистов, получивших государственные награды.Полховский Андрей Викторович - медаль ордена «За заслуги перед Отечеством 2 степени» 1998 год

## Критерии внесения в список
- Награды получены за достижения (трудовые успехи) исключительно в футболе.
- Все награды получены лицами, непосредственно имевшими отношение к футболу.
- Футболисты и тренеры (действующие и завершившие карьеру), судьи.
- Функционеры, действующие и завершившие карьеру, работавшие в Федерации футбола СССР, РФС, ПФЛ.
- Обслуживающий персонал футбольных команд (администраторы, врачи, массажисты).
- Журналисты (печатные и электронные СМИ), пишущие на футбольные темы, комментирующие матчи.

## Хронологический список

### 1992

#### Орден Дружбы Народов
- Николай Озеров

### 1994

#### Орден Дружбы Народов
- Фёдор Черенков[1]

### 1995

#### Орден «За заслуги перед Отечеством» III степени
- Николай Старостин[2]
- Николай Озеров
- Константин Бесков[3]

#### Орден «За заслуги перед Отечеством» IV степени
- Олег Романцев

#### Орден Почёта
- Виктор Онопко
- Владимир Чернышев[4]

#### Орден Дружбы
- Владимир Алешин
- Анатолий Коршунов
- Георгий Ярцев[4]
- Игорь Нетто
- Алексей Парамонов
- Никита Симонян
- Валерий Газзаев[5]
- Луначарский, Георгий Сергеевич
- Знаевский, Геннадий Владимирович[6]

#### Медаль Ордена «За заслуги перед Отечеством» II степени
- Александр Мирзоян[4]
- Николай Паршин
- Алексей Спирин
- Виктор Чиркин (газета «Советский спорт»)[7]

### 1996

#### Орден Дружбы
- Михаил Якушин

### 1997

#### Орден «За заслуги перед Отечеством» IV степени
- Вячеслав Колосков
- Валентин Николаев

#### Орден Почёта
- Анатолий Бышовец
- Николай Гуляев
- Валентин Иванов
- Николай Латышев
- Николай Люкшинов[8]
- Фёдор Черенков

#### Орден Дружбы
- Дмитрий Бесов
- Валентин Бубукин
- Борис Игнатьев
- Анатолий Ильин
- Анатолий Исаев
- Виктор Карпов
- Олег Кучеренко
- Юрий Морозов
- Сергей Мосягин
- Юрий Нырков
- Виктор Понедельник
- Владимир Радионов
- Николай Ряшенцев
- Василий Трофимов
- Александр Тукманов
- Виктор Царев

#### Медаль Ордена «За заслуги перед Отечеством» II степени
- Семён Андреев
- Виталий Артемьев
- Лев Бурчалкин
- Виктор Ворошилов
- Станислав Завидонов
- Владимир Кесарев
- Анатолий Крутиков
- Константин Крыжевский
- Борис Кузнецов
- Владимир Маслаченко
- Александр Пискарёв
- Владимир Пономарёв
- Борис Разинский
- Владимир Рыжкин
- Владимир Савдунин
- Павел Садырин
- Владимир Сальков
- Юрий Сёмин
- Леонид Соловьев
- Борис Татушин
- Николай Толстых
- Галимзян Хусаинов
- Сергей Шапошников
- Борис Шевернев
- Виктор Шустиков[9]

### 1998

#### Орден Дружбы
- Олег Веретенников[10]
- Адамас Голодец[11]

#### Орден Почёта
- Валерий Маслов (награждён как хоккеист, хоккей с мячом)

#### Медаль Ордена «За заслуги перед Отечеством» II степени
- Иванов, Анатолий Иванович[12]
- Игорь Уткин

### 1999

#### Орден «За заслуги перед Отечеством» IV степени
- Владимир Агеевец
- Владимир Алешин[13]
- Алексей Парамонов[14]
- Олег Юзвинский

#### Орден Дружбы
- Сергей Андреев[15]

#### Орден Почёта
- Сергей Павлов[16]

#### Медаль Ордена «За заслуги перед Отечеством» II степени
- Николай Левников[17]
- Сергей Козлов[13]
- Алексей Печаткин[18]

### 2000

#### Орден «За заслуги перед Отечеством» III степени
- Константин Бесков[19]
- Никита Симонян[20]

#### Орден Дружбы
- Балашов, Рафутдин Гальмитдинович
- Евгений Ловчев
- Леонид Романов
- Хаджи, Салих Лютфиевич
- Дмитрий Хлестов[20]
- Владимир Савдунин
- Леонид Соловьев[21]

#### Орден Почёта
- Анзор Кавазашвили[22]

#### Медаль Ордена «За заслуги перед Отечеством» II степени
- Байбеков, Евгений Борисович
- Валерий Овчинников[23]
- Проминский, Владимир Анатольевич

### 2001

#### Орден «За заслуги перед Отечеством» III степени
- Вячеслав Колосков[24]

#### Орден Почёта
- Виктор Царев[25]

### 2002

#### Орден Дружбы
- Виталий Мутко[26]

### 2003

#### Орден Почёта
- Анатолий Исаев[27]
- Валентин Бубукин[28]

#### Медаль Ордена «За заслуги перед Отечеством» II степени
- Валерий Жиляев[27]

### 2004

#### Орден Дружбы
- Олег Романцев[29]

### 2005

#### Орден «За заслуги перед Отечеством» III степени
- Владимир Алешин[30]

#### Орден Почёта
- Алексей Парамонов[31]

#### Медаль Ордена «За заслуги перед Отечеством» II степени
- Лакомов, Эдуард Павлович
- Щербачева, Елена Ильинична[32]

### 2006

#### Орден Почёта
- Валерий Газзаев

#### Орден Дружбы
- Игорь Акинфеев
- Евгений Алдонин
- Алексей Березуцкий
- Василий Березуцкий
- Владимир Габулов
- Ролан Гусев
- Юрий Жирков
- Сергей Игнашевич
- Вениамин Мандрыкин[33]
- Геннадий Орлов[34]

#### Медаль Ордена «За заслуги перед Отечеством» II степени
- Виктор Гусев[34]

### 2007

#### Орден Почёта
- Юрий Сёмин[35]
- Николай Толстых[36]

#### Орден Дружбы
- Владимир Маслаченко[37]

#### Медаль Ордена «За заслуги перед Отечеством» II степени
- Иван Потехин
- Андрей Куваев[38]
- Алексей Чесмин[39]
- Илья Ивиницкий[40]

### 2008

#### Орден «За заслуги перед Отечеством» IV степени
- Анатолий Исаев[41]

#### Орден Дружбы
- Козлов, Александр Васильевич[42]

#### Медаль Ордена «За заслуги перед Отечеством» II степени
- Иван Саенко

### 2009

#### Медаль Ордена «За заслуги перед Отечеством» I степени
- Андрей Куваев
- Иван Потехин

#### Медаль Ордена «За заслуги перед Отечеством» II степени
- Алексей Чесмин[43]

### 2010

#### Орден Дружбы
- Автандил Барамидзе

#### Медаль Ордена «За заслуги перед Отечеством» II степени
- Мераб Барамидзе

### 2012

#### Орден Дружбы
- Курбан Бердыев[44]
- Андрей Куваев
- Александр Кулигин
- Вячеслав Ларионов
- Александр Леков
- Лаша Мурванадзе
- Заурбек Пагаев
- Иван Потехин
- Эдуард Рамонов
- Владислав Рарецкий
- Асланбек Сапиев
- Алексей Тумаков
- Алексей Чесмин[45]

### 2013

#### Орден Почёта
- Автандил Барамидзе
- Семен Андреев[46]

#### Медаль Ордена «За заслуги перед Отечеством» I степени
- Мераб Барамидзе
- Эрик Березов

#### Медаль Ордена «За заслуги перед Отечеством» II степени
- Емешкин, Григорий Владимирович
- Александр Колобаев[47]